# Cédric Klapisch
Cédric Klapisch (ur. 4 września 1961 w Neuilly-sur-Seine) – francuski reżyser i scenarzysta filmowy.
Był kilkukrotnie nominowany do nagrody Cezar, m.in. w 1997 r. za film W rodzinnym sosie (w kategoriach: najlepszy film, najlepszy reżyser, najlepszy scenariusz), w 2003 r. za Smak życia (w kategoriach: najlepszy film, najlepszy reżyser, najlepszy scenariusz). Otrzymał ją raz – w kategorii najlepszy scenariusz za W rodzinnym sosie, wspólnie z Agnès Jaoui i Jean-Pierre'em Bacrim.
Zasiadał w jury sekcji „Cinéfondation” na 52. MFF w Cannes (1999).

## Filmografia
- 2025: Pewnego razu w Paryżu (La venue de l'avenir)
- 2022: Tańcz, Elise (En corps)
- 2019: On i ona (Deux moi)
- 2017 Nasz najlepszy rok (Ce qui nous lie)
- 2012: Smak życia 3, czyli chińska układanka (Casse-tête chinois)
- 2011: Ma part du gâteau
- 2008: Niebo nad Paryżem (Paris)
- 2005: Smak życia 2 (Les poupées russess)
- 2003: Ani za, ani przeciw (Ni pour, ni contre (bien au contraire))
- 2002: Smak życia (L'auberge espagnole)
- 1999: Być może (Peut-être)
- 1996: W rodzinnym sosie (Un air de famille)
- 1996: Wszyscy szukają kota (Chacun cherche son chat)
- 1994: Młodzi groźni (Le péril jeune)
- 1992: Nic takiego (Riens du tout)